# Лисенко В'ячеслав Олексійович
В'ячесла́в Олексі́йович Лисенко — молодший сержант Збройних сил України. Учасник боїв за Іловайськ та боїв за Донецький аеропорт. Псевдо «Колюня». Один із «кіборгів».

## Короткий життєпис
Закінчив Кременчуцьке ПТУ № 16, автослюсар-водій. В 1995—1996 роках проходив строкову службу в ЗСУ, Івано-Франківськ.
Проживав у селі Саївка (Гребінківський район), по тому працював охоронником у Києві.
У червні 2014-го мобілізований, 93-тя окрема механізована бригада.
Брав участь у боях за Іловайськ у серпні 2014 року. На той час — заступник командира взводу. Вивів свій взвод з оточення.
У Донецькому аеропорту був коригувальником вогню на диспетчерській вежі, ніс службу в терміналах, прикривав «дорогу життя».
17 січня 2015-го разом з кількома вояками дістав наказ — зайняти позицію у приміщенні пожежної частини. При обстрілі проросійських сил Лисенко та побратим корегували вогонь з приміщення, наблизився ворожий танк. Вояки дали запит на вогневе підкріплення, його не було. Танк майже впритул розстріляв приміщення. Від поранень обоє загинули. У паузі між обстрілами вдалося винести їхні тіла з поля бою. У бою загинув солдат Дмитро Фурдик — поцілив снайпер, коли він витягав пораненого вояка під обстрілом.
Похований у селі Саївка, Гребінківський район.

## Нагороди та вшанування
- Указом Президента України № 311/2015 від 4 червня 2015 року, «за особисту мужність і високий професіоналізм, виявлені у захисті державного суверенітету та територіальної цілісності України, вірність військовій присязі», нагороджений орденом «За мужність» III ступеня (посмертно)[2].
- Нагороджений нагрудним знаком «За оборону Донецького аеропорту» (посмертно).
- Нагороджений «Іловайським Хрестом» (посмертно).
- Вшановується в меморіальному комплексі «Зала пам'яті», в щоденному ранковому церемоніалі 17 січня[3][4].